# Historia de Helsinki
Helsinki fue fundada en 1550, como una "rival" de la Hanseática ciudad de Reval (hoy en día conocida como Tallin, capital de Estonia) por el rey Gustavo I de Suecia. El primer poblado estaba plagado por pobreza, guerras y enfermedades. Por un largo tiempo permaneció como un pueblo costero poco importante, opacado por los centros comerciale smás importantes del Mar Báltico. La construcción de la fortaleza portuaria de Sveaborg (hoy en día conocida como Suomenlinna, literalmente Fortaleza de Finlandia) hizo crecer el estatus de la ciudad, pero no fue sino hasta que Rusia venció a Suecia en la Guerra Finlandesa y se anexó a Finlandia como el Gran Ducado de Finlandia que Helsinki verdaderamente comenzó a cambiar.
Para ayudar a reducir la influencia sueca, el zar Alejandro I de Rusia movió la capital de Finlandia de la ciudad de Turku (también conocida como Åbo) a Helsinki. La Academia de Åbo, la única universidad del país, también fue reubicada en Helsinki en 1827 y finalmente se convirtió en la Universidad de Helsinki. Estos cambios consolidaron a la ciudad en un rol completamente nuevo, y durante las siguientes décadas se vio un crecimiento y desarrollo sin precedentes en Helsinki, creando los prerrequisitos para el nacimiento de una ciudad capital de clase mundial en el siglo XX. Estas transformaciones se pueden admirar sobre todo en el centro histórico de Helsinki, el cual fue reconstruido en un estilo neoclásico para hacerlo parecer al de San Petersburgo. Y como en otros lugares, los avances tecnológicos como la industrialización y el ferrocarril fueron un factor clave detrás del crecimiento.
En la guerra civil finlandesa de 1918, la mayor parte de Helsinki cayó en manos de la Guardia Roja juntó con el resto del sureste de Finlandia, luego de un breve periodo de lucha en enero. El Senado fue reubicado en la ciudad de Vaasa, aunque algunos oficiales y senadores permanecieron escondidos en la capital. Luego de que el curso de la guerra cambiara en contra de la Guardia Roja, las tropas alemanas, que luchaban del lado de la Guardia Blanca Finlandesa, recuperaron Helsinki en abril. De modo contrario a Tampere, Helsinki sufrió pocos daños relativamente durante la guerra. Después de la victoria de las Tropas Blancas muchos soldados y colaboradores de la Guardia Roja fueron confinados en prisiones a través de todo el país, siendo la más grande de ellas (con capacidad para aproximadamente 13,300 prisioneros) la antigua fortaleza navala de la Suomenlinna en Helsinki. Aunque la guerra civil dejó una considerable marca en la sociedad, la calidad de vida en el país y en la ciudad comenzó a incrementarse durante la década siguiente. Arquitectos de renombre, como Eliel Saarinen crearon planes utópicos para la ciudad, pero nunca fueron realizados en su totalidad.
En los bombardeos aéreos de la Guerra de Invierno (1939-1940) y la Guerra de Continuación (1941-1944) Helsinki fue atacada por las fuerzas soviéticas. Los mayores ataques tomaron lugar en la primavera de 1944, cuando más de mil aviones de guerra soviéticos lanzaron más de 16,000 bombas en los alrededores de la ciudad. De cualquier modo, gracias a la exitosa defensa aérea, la ciudad se libró de una destrucción a gran escala que otras ciudades de Europa sufrieron bajos bombardeos de escala similar. Solo pocas bombas dieron en áreas pobladas. 
Aunque gran parte de la primera mitad del siglo XX fue un período violento en Helsinki, la ciudad continuó creciendo y desarrollándose. La urbanización moderna de la posguerra en la década de los 1970's, la cual ocurrió tarde relativamente dentro del contexto europeo, triplicó la población del área metropolitana, haciendo el Área Metropolitana de Helsinki una de las de más rápido crecimiento en la Unión Europea durante la década de los 1990's.

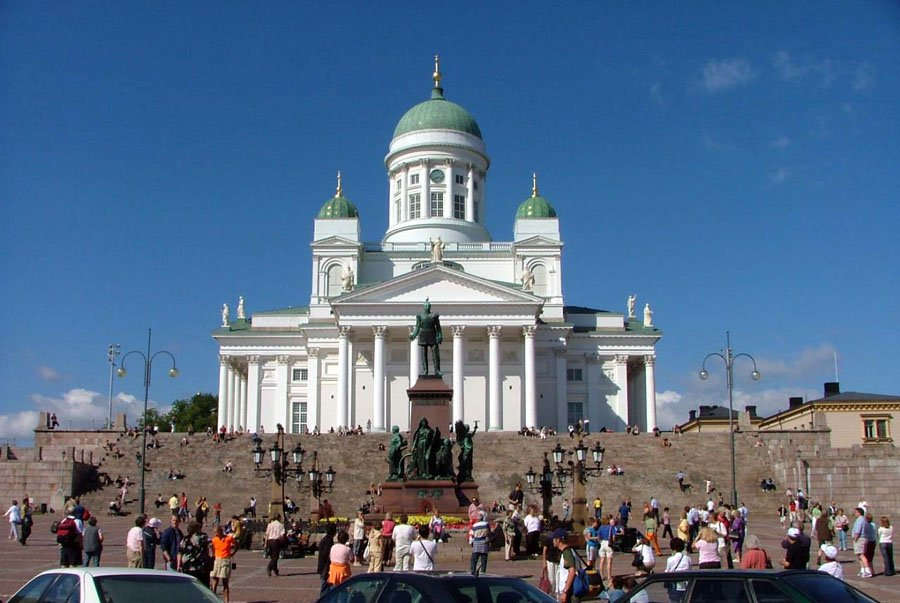
La Plaza del Senado (Senaatintori) y la Catedral de Helsinki (Tuomiokirkko).

- Datos: Q3319914
- Multimedia: History of Helsinki / Q3319914